# Ē̱
Ē̱ (minuscule : ē̱), appelé E macron macron souscrit, est une lettre latine utilisée dans l’écriture du kiowa.

## Utilisation
En kiowa écrit avec l’orthographe McKenzie, le ‹ Ē̱, ē̱ › représente le même son que la lettre E, le macron souscrit indiquant la nasalisation et le macron suscrit indiquant une voyelle longue.

## Usage informatique
Le E macron macron souscrit peut être représenté avec les caractères Unicode suivants : 
- composé et normalisé NFC (latin étendu A, diacritiques) :

| formes    | représentations | chaînes de caractères | points de code | descriptions                                                 |
| --------- | --------------- | --------------------- | -------------- | ------------------------------------------------------------ |
| capitale  | Ē̱               | Ē◌̱                    | U+0112 U+0331  | lettre majuscule latine e macron diacritique macron souscrit |
| minuscule | ē̱               | ē◌̱                    | U+0113 U+0331  | lettre minuscule latine e macron diacritique macron souscrit |

- décomposé et normalisé NFD (latin de base, diacritiques) :

| formes    | représentations | chaînes de caractères | points de code       | descriptions                                                             |
| --------- | --------------- | --------------------- | -------------------- | ------------------------------------------------------------------------ |
| capitale  | Ē̱               | E◌̱◌̄                   | U+0045 U+0331 U+0304 | lettre majuscule latine e diacritique macron souscrit diacritique macron |
| minuscule | ē̱               | e◌̱◌̄                   | U+0065 U+0331 U+0304 | lettre minuscule latine e diacritique macron souscrit diacritique macron |